# Грибова Рудня (станция)
Грибова Рудня (укр. Грибова Рудня) — промежуточная железнодорожная станция 4-го класса Киевской дирекции Юго-Западной железной дороги на линии Чернигов—Новобелицкая, расположенная в селе Олешня (Черниговская область, Украина).

## История
Станция была открыта в 1930 году в составе новой ж/д линии Чернигов—Новобелицкая. На станции осуществлялись продажа билетов на поезда местного следования без багажных операций, приём и выдача грузов повагонными отправками открытого хранения на местах общего пользования, приём и выдача грузов на подъездных путях.  

## Общие сведения
Станция представлена боковой и островной платформами. Имеет 4 пути. Есть здание вокзала. Есть складские помещения. Станция является местом базирования Папернянского карьера стекольных песков. 

## Пассажирское сообщение
Ежедневно станция принимает две пары пригородных поездов сообщения Чернигов—Горностаевка. В летний период на станции высокий пассажиропоток, связанный с расположенной поблизости зоной рекреационного туризма Голубые озёра. 